# Bernalda

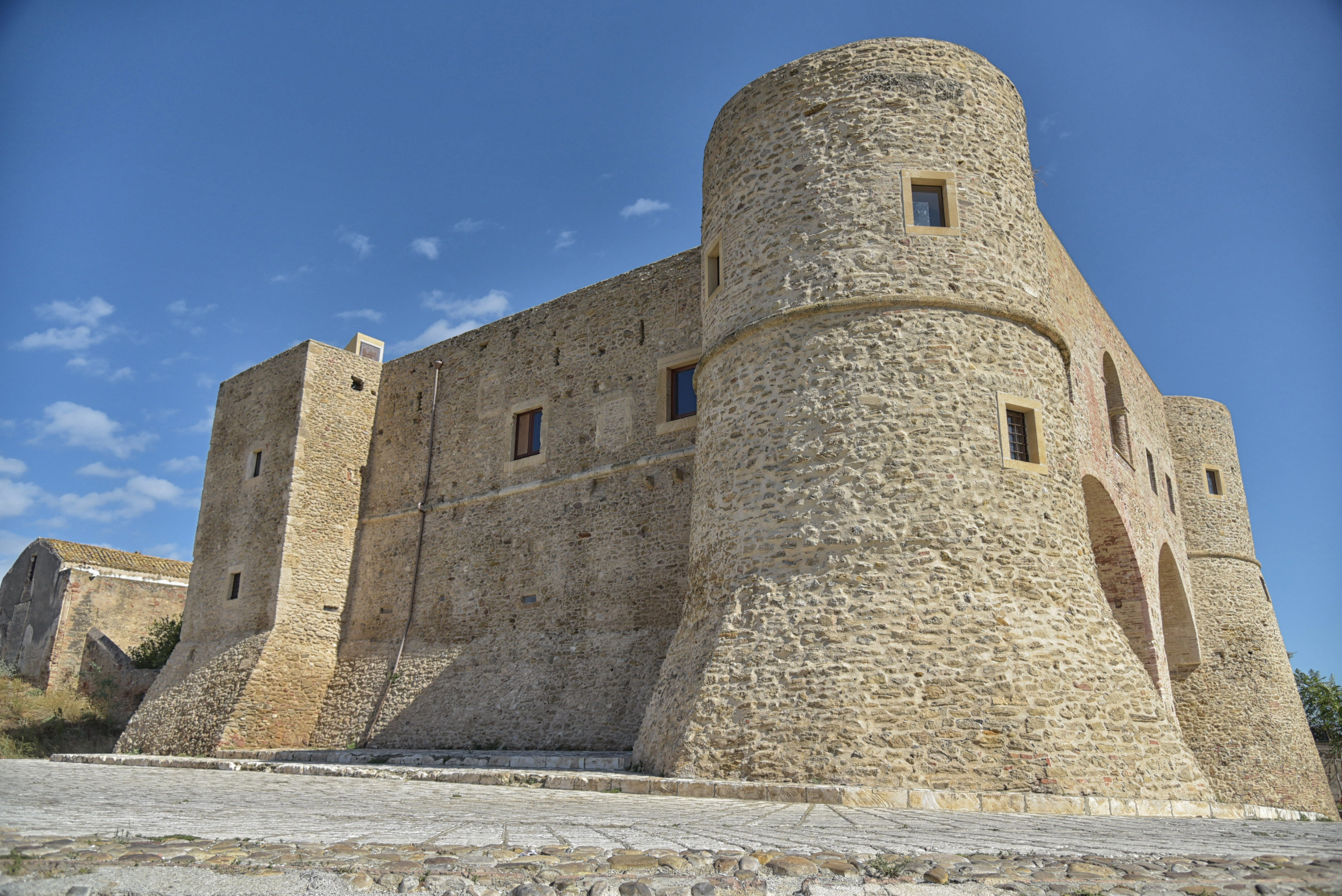
Castello di Bernalda

Bernalda ist eine Gemeinde in der Provinz Matera in der italienischen Region Basilikata.
In Bernalda wohnen 11.912 Einwohner (Stand am 31. Dezember 2023). Der Ort liegt 40 km südlich von Matera. Die Nachbargemeinden sind Ginosa (TA), Montescaglioso und Pisticci.
Bernalda liegt an der Bahnstrecke Tarent nach Potenza. Die Fahrzeit nach Tarent beträgt 60 Minuten, nach Potenza 90 Minuten.
Der Ursprung des Ortes liegt im Mittelalter. Bernalda bildete sich um das Schloss. Der Ort nannte sich ursprünglich Camarda, wurde 1497 aber von König Alfons II. Bernardino de Bernaudo zugewiesen und in Bernalda umbenannt.
Auf dem Gebiet Bernaldas liegt die von achäischen Siedlern gegründete Kolonie Metapont.